# Timotheos
Timotheos, latinisiert Timotheus, ist ein männlicher Vorname.

## Herkunft und Bedeutung
Der Name Τιμόθεος Timótheos setzt sich aus den altgriechischen Wörtern τιμάω timáō „schätzen“, „ehren“ und θεός theós „Gott“ zusammen und bedeutet „fürchte Gott!“ bzw. „ehre Gott!“ oder „Gott ehrend“.
Davon abgeleitet sind als Ausdruck der Gottesfurcht die pietistischen Namen „Ehregott“ und „Fürchtegott“.

## Verbreitung
Der Name Timotheus ist in erster Linie in Deutschland und Österreich verbreitet, dort jedoch sehr selten. Zwischen 2006 und 2018 wurde er in Deutschland nur etwa 110 Mal vergeben.

## Varianten

### Männliche Varianten
- Belarussisch: Цімафей Zimafei
- Bulgarisch: Тимотей Timotej
- Deutsch: Timotheus
  - Diminutiv: Tim, Timo
- Englisch: Timothy
  - Diminutiv: Tim
- Französisch: Timothé, Timothée
- Griechisch: Τιμόθεος Timótheos
- Italienisch: Timoteo
- Kirchenslawisch: Тїмоѳеи Timothei
- Latein: Tīmotheus
- Maorisch: Timoti
- Mazedonisch: Тимотеј Timotej
- Niederländisch: Timotheus
  - Diminutiv: Tim, Timo
- Polnisch: Tymoteusz
  - Diminutiv: Tymek
- Portugiesisch: Timóteo
- Rumänisch: Timotei
- Russisch: Тимофей Timofej
- Serbisch: Тимотије Timotije, Тимотеј Timotej
  - Diminutiv: Тима Tima, Тимо Timo
- Slowakisch: Timotej
- Slowenisch: Timotej
  - Diminutiv: Tim
- Spanisch: Timoteo
- Ukrainisch: Тимофій Tymofij

### Weibliche Varianten
- Deutsch: Timothea
- Englisch: Timotha
- Griechisch: Τιμοθέα Timothéa
- Slowenisch: Timoteja

## Namenstage
- 26. Januar: nach Timotheus, Mitarbeiter des Paulus
- 22. August: nach Timotheus, Märtyrer

## Bekannte Namensträger
Timotheos
- Timotheos von Milet, griechischer Dichter und Musiker im 5. Jh. v. Chr.
- Timotheos (Staatsmann), athenischer Staatsmann; † 354 v. Chr.
- Timotheos von Herakleia, Sohn des Klearchos, ab 352 v. Chr. Herrscher von Herakleia Pontike
- Timotheos (Dichter der Mittleren Komödie), athenischer Dichter der mittleren Komödie
- Timotheos (Dichter der Neuen Komödie), Dichter der neuen Komödie
- Timotheos (Theologe), athenischer Theologe des 4. Jahrhunderts v. Chr., beriet Ptolemaios I. bei der Einführung des Serapiskultes
- Timotheos (Bildhauer), Miterbauer des Mausoleums von Halikarnassos im 4. Jh. v. Chr.
- Timotheos (Ammon), ammonitischer Feldherr in den makkabäischen Kriegen
- Timotheos I. (Konstantinopel), Patriarch von Konstantinopel 511–517
- Timotheos II. Ailuros, 457–460 und 475–477 Patriarch von Alexandria
- Timotheos II. (Katholikos) († um 1332) Katholikos der ostsyrischen Kirche des Ostens
- Timotheos II. von Zypern (1622) Erzbischof
- Timotheos II. (Konstantinopel) (1612–1620), Patriarch
- Timotheos III. Salophakiolos, 477–482 Patriarch von Alexandria
- Timotheos IV., 517–535 Patriarch von Alexandria
- Timotheos von Gaza, Grammatiker des 5. und 6. Jahrhunderts
- Timotheos (Patriarch) (780–823), ostsyrischer Patriarch

Nachname
- Gedion Timotheos (* 1978), äthiopischer Politiker

Timotheus
- Timotheus (Bischof), Mitarbeiter des Apostels Paulus und Bischof im 1. Jh. n. Chr.
- Timotheus Compenius (* um 1550; † um 1608), deutscher Organist und Orgelbauer
- Timotheus Eberhard von Bock (1787–1836), deutschbaltischer Adliger und Dissident
- Timotheus Höttges (* 1962), deutscher Manager
- Timotheus Kirchner (1533–1587), deutscher lutherischer Theologe
- Timotheus Lütkemann (1671–1738), deutscher lutherischer Theologe
- Timotheus Christian Wilhelm Overkamp (1743–1828), deutscher Universalgelehrter, Historiker, Philosoph und Mediziner
- Timotheus Polus (1599–1642), Poetikprofessor und Vermittler der Barockpoetik in Estland
- Timotheus Ritzsch (1614–1678), deutscher Buchdrucker und Buchhändler
- Timotheus Mar Shallita (* 1936), Erzbischof der „Alten Kirche des Ostens“.

Zweitname
- Johann Timotheus Hermes (1738–1821), deutscher Dichter, Romanschriftsteller und evangelischer Theologe
- Gabriel Timotheus Lütkemann (1723–1795), königlich schwedischer Oberhofprediger und Bischof von Visby
- Christoph Timotheus Seidel (1703–1758), deutscher lutherischer Theologe
- Ludwig Timotheus Spittler (1752–1810), deutscher Historiker

Nachname
- Abimalek Timotheus (1878–1945), indischer ostsyrischer Geistlicher